# 薙刀術
薙刀術是使用日本傳統的長柄武器「薙刀」的武術。

## 歷史
古時日本的劍（tsurugi）開始轉變為日本刀，並且日本戰場的主要武器也從騎馬射箭，改為徒步戰鬥的狀況時，「薙刀」此種武器也因此誕生。在早期，它被寫為「奈木奈多」或以寫成漢字的「長刀」，但為了與長刀（日本刀）做為區別，書寫時改寫為「薙刀」。（「薙」在日文的意思代表橫向大範圍切割之意）。但是，在日本武術界中，仍然寫為「長刀」的情形依舊不少。
從奈良時代到平安時代，他是僧侶保護寺廟時的有效武器，而從鎌倉時代末期開始到室町時代時，則成為了戰場上的主要武器。但是，從應仁之亂時，戰鬥的主流改為與步兵（足輕）來進行接近戰時，從其功能的角度來看，它最終仍被長槍所取代。
在江戶時代，江戶幕府曾一度禁止武士個人持有薙刀，以至於以薙刀作為武術的技藝，其延續也受到了威脅，但這項禁令僅限於一個名為「大薙刀」的大長刀的武器，所以薙刀武藝也因此得以存續。在這種影響下，一種專門針對女性的武術「女子薙刀（日文：おんな薙刀）」的特殊流派也因此出現了，並在明治時代開始流行。

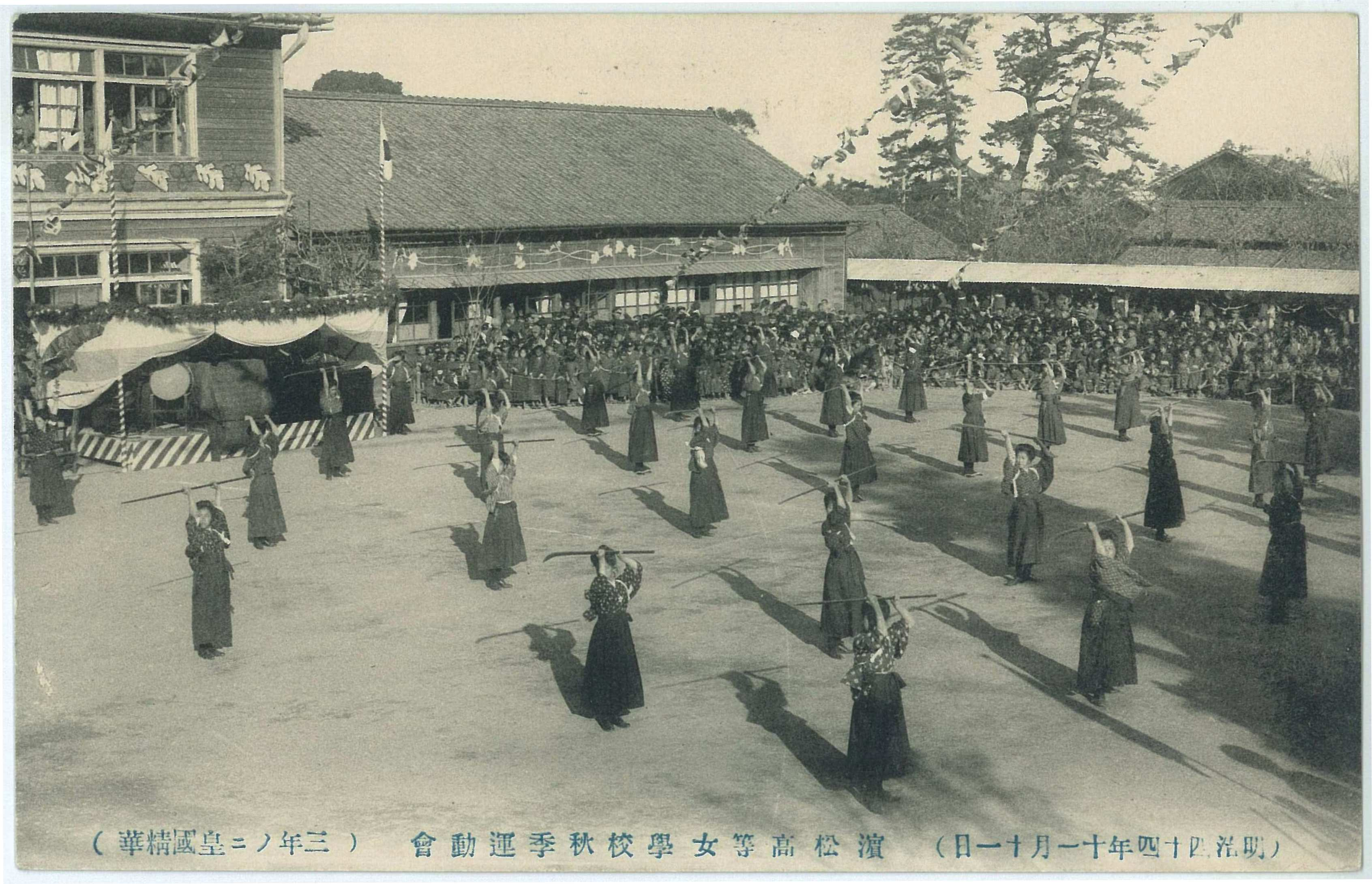
正在薙刀術演武的女學生。拍攝於1911年（明治44年）11月11日、浜松高等女子學校的秋季運動會。

從大正時代到太平洋戰爭之後，它已成為了競技武道「薙刀（日文：なぎなた）」的一種，並且在當今時代的女子競賽中也相當活躍。雖然近年來，有所改善，但這只能由女子學校或女性學習的武術來說，換言之是作為禁止男性學習的武道來說，古時男性幾乎沒有機會學習到薙刀武術，因此以前對於武術偏見較強烈的時期，也導致許多歷史的斷片存在。
此外，由男性來修習的「男子薙刀（日文：おとこ薙刀）」技術也流傳到許多流派，至今仍在流傳中。

## 主要流派

### 薙刀術的流派
- 穴沢流
- 静流
- 巴流
- 楊心流
- 肥後古流
- 一心流
- 月山流
- 鈴鹿流
- 直元流
- 直心影流
- 神道無螫流
- 常山流
- 香取流
- 円流
- 随変流
- 我徳流
- 戸田派武甲流薙刀術
- 先意流
- 清和流

### 古武道流派中除了主要武器外，也教授薙刀術的流派
- 天真正傳香取神道流
  - 鹿島新當流
    - 天流
      - 天道流
- 馬庭念流
- 竹内流 - 備中伝長刀
- 荒木流
- 立身流
- 寶藏院流（現存的長槍術。也留存薙刀術技法）
- 駒川改心流
- 渋川流（廣島藩所流傳的渋川流，也傳授著薙刀術）
- 心月無想柳流（小薙刀術）
- 無辺流
- 聖徳太子流
- 心形刀流（此流派中，稱為「枕刀術」）
- 水鷗流
- 北辰一刀流
- 根岸流（現存的手裏劍流派，似乎也有薙刀術，待釐清）
- 不遷流
- 法神流
- 新陰疋田流

以及其他許多流派均有。

## 傳統技藝
除了武術外，其薙刀術形式也被許多日本傳統的表演藝術所採用，例如能樂等等。

## 關連項目
- 薙刀
- 長槍
- 矛

## 外部連結
- 全日本薙刀連盟 （页面存档备份，存于）
- 日本古武道協会 （页面存档备份，存于）